# Rostmaskpapegoja
Rostmaskpapegoja (Hapalopsittaca amazonina) är en sydamerikansk fågel i familjen västpapegojor inom ordningen papegojfåglar. Den förekommer i bergsskogar i Anderna i Colombia och nordvästra Venezuela. Arten är fåtalig och minskar i antal. Internationella naturvårdsunionen IUCN kategoriserar den som nära hotad (NT).

## Utseende och läte
Rostmaskpapegojan är en 23 cm lång knubbig papegoja med huvudsakligen grön fjäderdräkt. På huvudet syns mattorange hjässa, gul tygel och gulstreckade orangeröda kinder. Bröstet är beigegrönt. I övrigt är den grön med rött på skuldran, blå armtäckare och mörkblå handpennor. Stjärten är röd med violett spets. Från indigovingad papegoja (Hapalopsittaca fuertesi) skiljer den sig genom mer rött på huvudet, gula streck på huvudsidan och kontrasterande guldgrön nacke. 
I flykten hörs ett högljutt och ljust metalliskt skri och från sittplats ett mjukare men likväl meltalliskt "rreek".

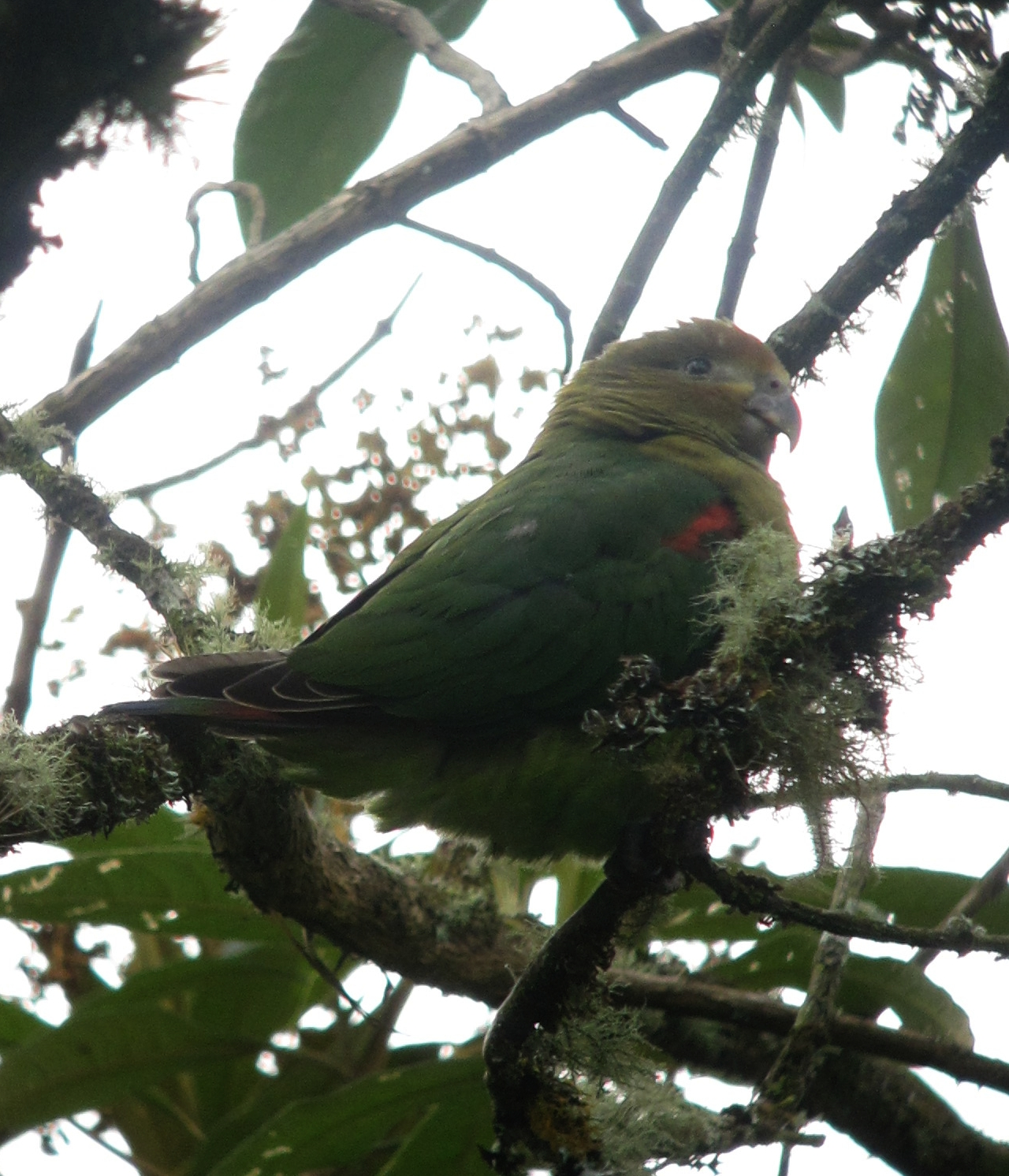
Rostmaskpapegoja i Manizales, Caldas, Colombia.

## Utbredning och systematik
Rostmaskpapegoja har sin utbredning i bergstrakter i norra Sydamerika. Den delas in i tre underarter med följande utbredning:
- Hapalopsittaca amazonina velezi – förekommer i centrala Anderna i Colombia
- Hapalopsittaca amazonina amazonina – förekommer i östra Anderna i Colombia
- Hapalopsittaca amazonina theresae – förekommer i Anderna i allra östligaste Colombia och nordvästra Venezuela

## Levnadssätt

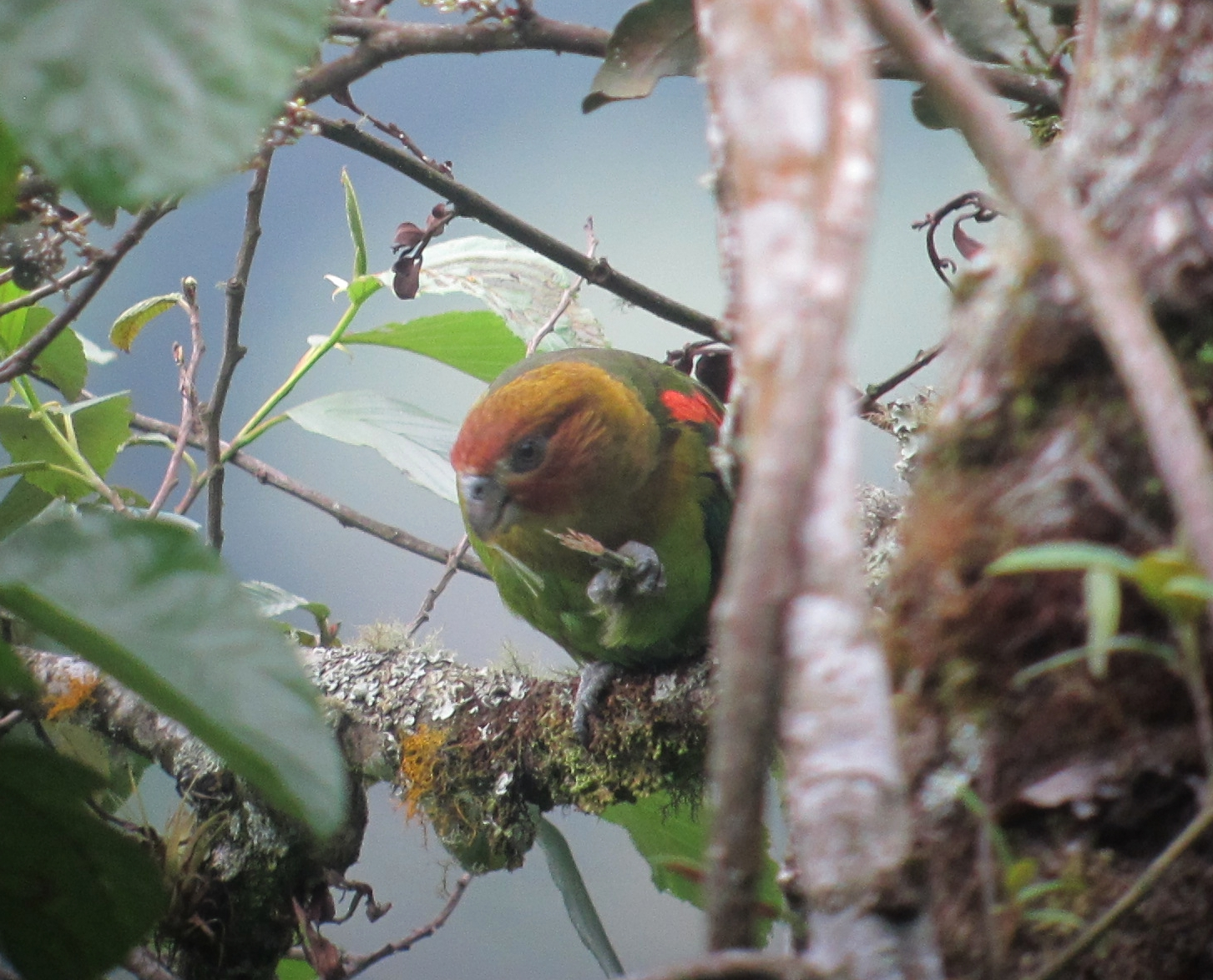

Fågeln hittas vanligen över 2 500 meters höjd i fuktig molnskog rik på epifyter samt intilliggande subtropisk skog och buskmaker vid trädgränsen. Den födosöker vanligen i trädtaket på jakt efter blommor, frukt och frön. Fågeln rör sig möjligen säsongsmässigt mellan födoplatser.

## Status och hot
Rostmaskpapegojan har en liten världspopulation bestående av uppskattningsvis endast 2 500–10 000 vuxna individer. Den tros också minska i antal till följd av habitatförlust. IUCN kategoriserar den som nära hotad (NT).